# Alaonemertes michaelseni
Alaonemertes michaelseni är en djurart som tillhör fylumet slemmaskar, och som beskrevs av Stiasny-Wijnhoff 1942. Alaonemertes michaelseni ingår i släktet Alaonemertes och familjen Amphiporidae. Inga underarter finns listade i Catalogue of Life.